# De Havilland DH.80 Puss Moth
Il de Havilland DH.80A Puss Moth fu un monomotore monoplano a tre posti ad ala alta progettato e costruito dall'azienda britannica de Havilland Aircraft Company tra gli anni 1929-1933. Possedeva una velocità di volo prossima ai 200 km/h che lo rendeva uno tra gli aerei privati più veloci dell'epoca.

## Storia

### Progetto
Il primo prototipo del DH.80, senza nome, volò la prima volta nel settembre del 1929 e fu progettato per soddisfare il fiorente mercato del volo privato che si stava sviluppando nel Regno Unito. Fu un velivolo realizzato completamente in legno, dalla linea pulita e dotato del nuovo motore de Havilland Gipsy III, che grazie alla sua particolare costruzione consentiva al pilota una visuale anteriore più libera.
Dopo che il prototipo fu testato, il progetto venne lievemente modificato, con la fusoliera realizzata in tubi di acciaio e ricoperta di tela e venne rinominato "DH.80A Puss Moth". Il primo aereo così realizzato volò per la prima volta nel marzo 1930 e fu prontamente spedito in un tour pubblicitario attraverso l'Australia e la Nuova Zelanda. Gli ordini per tale velivolo giunsero presto e nei tre anni in cui fu prodotto furono realizzati ben 259 esemplari nelle sole aziende britanniche. Ulteriori 25 esemplari furono realizzati dalla de Havilland Canada. Da notare che la maggior parte degli aerei prodotti fu dotata del motore Gipsy Major, che garantiva prestazioni leggermente superiori.
La maggior parte dei DH.80 fu utilizzata da privati, anche se diversi furono utilizzati da compagnie commerciali per il trasporto di persone e posta aerea. Normalmente i posti a sedere erano solo due ma, nei mezzi utilizzati a scopi commerciali, si potevano ottenere tre posti sfasando un poco tra loro i sedili.
Il DH.80 fu successivamente sostituito dal De Havilland DH.85 Leopard Moth che, con una fusoliera in compensato era più conveniente da costruire ed essendo più leggero, offriva prestazioni migliori montando lo stesso motore.
Durante la Seconda guerra mondiale i velivoli britannici superstiti furono impiegati in guerra con compiti di comunicazione. Un piccolo numero di DH.80 è sopravvissuto fino al XXI secolo.

### Voli record
Diversi DH.80 furono utilizzati con successo in voli destinati ad infrangere vari record durante i primi anni trenta. All'inizio del 1931, Nevill Vintcent, compì il primo volo dall'Inghilterra a Ceylon a bordo del mezzo con seriale G-AAXJ. Nel luglio-agosto 1931 Amy Johnson compì un volo in solitaria di otto giorni fino a Tokyo a bordo del G-AAZI Jason II. Alla fine del 1931, il pilota australiano Bert Hinkler pilotò un DH.80 di costruzione canadese in una serie di importanti voli tra i quali: New York-Giamaica, Giamaica-Venezuela e una traversata da ovest a est dell'Atlantico del sud in ventidue ore di volo, questo volo fu l'ultimo dei due voli in solitaria mai compiuti sull'Atlantico. Il record più famoso fu compiuto a bordo del G-ABXY The Heart's Content da Jim Mollison che compì la prima traversata atlantica solitaria da est ovest nel mese di agosto 1932 e successivamente la prima traversata dell'Atlantico del sud, sempre est-ovest, da Lympne, nel Regno Unito, a Natal, in Brasile, nel febbraio 1933. Sua moglie, Amy Johnson, compì dei voli tra l'Inghilterra e Città del Capo utilizzando il G-ACAB Desert Cloud nel 1932. C.J. Melrose partecipò alla gara MacRobertson Air Race, nel 1934 con il mezzo VH-UQO My Hildegarde e arrivò settimo nella classifica globale.
Alcuni DH.80 furono utilizzati anche durante alcune battaglie della Seconda guerra mondiale, incluso il D-Day.

### Guasti tecnici
All'inizio della sua carriera il DH.80A fu afflitto da una serie di incidenti mortali, il più famoso fu quello dell'aviatore australiano Bert Hinkler avvenuto a bordo del mezzo CF-APK durante un attraversamento delle Alpi il 7 gennaio 1933. Le cause furono associate ad un problema con le ali, le quali non avrebbero retto alla forte turbolenza dell'aria e il problema fu risolto aggiungendo un rinforzo nella parte posteriore dell'ala. Un mezzo prese parte ad una manifestazione del 1934 dedicata ai velivoli da turismo europei, ma si dovette ritirare nelle ultime fasi dell'evento a causa di un guasto al motore.

## Versioni
DH.80
prototipo, equipaggiato con il motore Gipsy III.
DH.80A Puss Moth
aereo leggero bi- o triposto; la maggior parte fu equipaggiata con il motore Gipsy Major.

## Utilizzatori

### Militari
Nuova Zelanda
- Royal New Zealand Air Force

 Spagna
- Fuerzas Aéreas de la República Española

 Spagna
- Ejército del Aire

 Regno Unito
- Royal Air Force

### Curiosità
Era un Puss Moth l'aereo che doveva portare il generale José Sanjurjo dal Portogallo in Spagna per prendere il controllo dei Nacionales ed assumere il potere come Capo di Stato, ma sembra che per il troppo peso (il generale, già fisicamente corpulento, si era portato con sé una pesante valigia con l'alta uniforme e le decorazioni da esibire all'atto del suo insediamento), dopo avere sfiorato con il carrello fisso alcune cime di alberi in fase di decollo precipitò provocando la morte dell'alto ufficiale. Il pilota, Juan Antonio Ansaldo, invece rimase pressoché illeso.